# De Beerenburgerblues
De Beerenburgerblues (WEA 24.9933-7) är en nederländsk singel av Cornelis Vreeswijk släppt 1982.
- A-sida: De Beerenburgerblues
- B-sida: Persoonlijke Peter (Nederländskspråkig version av "Personliga Persson")